# Marius Méyère
 (février 2023).
Si vous disposez d'ouvrages ou d'articles de référence ou si vous connaissez des sites web de qualité traitant du thème abordé ici, merci de compléter l'article en donnant les références utiles à sa vérifiabilité et en les liant à la section « Notes et références ».
Marius Méyère (né le 24 avril 1910 à Peipin, dans les Basses-Alpes et décédé le 9 août 1944 à Tallard), est un résistant français.

## Biographie

### Jeunesse et engagement
Né le 24 avril 1910 à Peipin, dans les Basses-Alpes, Marius Louis Méyère précède l'appel sous les drapeaux et s'engage. Le 2 novembre 1928, à 18 ans, au 521e régiment de chars de combat affecté à Bizerte, en Tunisie. Il y débarque deux jours plus tard. Il est muté en mai 1929 au 61e bataillon de chars de combat où il devient chasseur de première classe le 1er novembre. De retour en métropole le 17 septembre 1930, il passe dans la disponibilité le 22 novembre. Il se marie avec Juliette Jourdan le 29 décembre 1930 à Noyers-sur-Jabron, dans les Alpes-de-Haute-Provence.
Marius Méyère se réengage, cette fois, dans la gendarmerie. Il est nommé élève gendarme à pied le 22 décembre 1931. À l'issue de son stage au Peloton mobile d'Alès, dans le Gard, il est titularisé gendarme à pied le 31 juillet 1932. Affecté à la 14e légion de gendarmerie, il devient sous-officier de carrière le 22 décembre 1933. Ses deux enfants naissent à Beaurières, dans la Drôme : Louis, le 21 octobre 1936 et Henri le 20 juin 1938.
Dès juin 1943, Marius Méyère met au service de la résistance ses fonctions à la brigade de Serres. Il passe à la légion de gendarmerie des Alpes le 1er octobre 1943. Il devient agent de liaison de la Section atterrissages parachutages (SAP) de la Région R2 des forces françaises de l'intérieur (FFI). Reconnu comme agent P2 du réseau Action régional, Marius Méyère travaille en permanence pour la résistance. Il organise à ce titre la protection des terrains, la sécurité des routes ainsi que le transport des missions parachutées, des personnels et du matériel. Il dirige également une section de mitrailleuses. Au fil des mois, il devient par ailleurs l'agent de liaison du chef départemental FFI, Paul Héraud, le Commandant Dumont, qu'il a connu alors que ce dernier était adjoint SAP départemental.

### Mort et postérité
Dans la matinée du mercredi 9 août 1944, il quitte Savournon afin de conduire à Gap un gendarme résistant. Sa mission remplie, Marius Méyère rencontre à la gendarmerie le Commandant Dumont qui doit se rendre à Savournon où sont réceptionnées les missions alliées parachutées. Pour éviter les barrages, les deux hommes empruntent des axes secondaires. Arrivés à Tallard, sur la route de Neffes, ils tombent sur un convoi de huit camions allemands arrêtés à cause d'une panne. Les Allemands intiment à la moto de s'arrêter. Méyère et Dumont tirent les papiers de leur poche. Un soldat, parlant français et portant l'uniforme allemand, relève qu'il est anormal qu'un gendarme accompagne un civil et demande que celui-ci soit fouillé. Dumont réussit à s'enfuir sous les balles. Le gendarme Méyère est abattu sur le champ par les Allemands. Il est retrouvé avec quatre petits trous rouges sur la poitrine. Paul Héraud le suit sur le chemin du sacrifice, abattu quelques centaines de mètres plus loin par des tireurs embusqués. L'ennemi ne connaîtra pas le contenu du message que le chef FFI transportait. Dumont a déchiré le papier puis l'a dispersé dans son dernier élan.
Alors que les Allemands ordonnent l'inhumation des corps le soir même, sans cérémonie, le maire parvient à retarder l'enterrement au lendemain, jeudi à la nuit tombante. Le vendredi 11 juin 1945, un cortège funèbre, détourné de son itinéraire, défile, dans un hommage silencieux, devant la tombe des deux hommes. Par la suite, un employé de banque transmettra les débris du message aux maquisards de Laragne (sud de Savournon) indiquant que « les amis attendus seront de passage samedi et descendront tous les papiers. » Les deux martyrs, par leur sacrifice ultime, ont empêché les Allemands de s'inviter, après leur mort, à ce rendez-vous clandestin et de porter atteinte à résistance régionale. Les deux hommes ont emporté leurs secrets, volant aux Allemands tout espoir de porter un autre coup aux FFI.

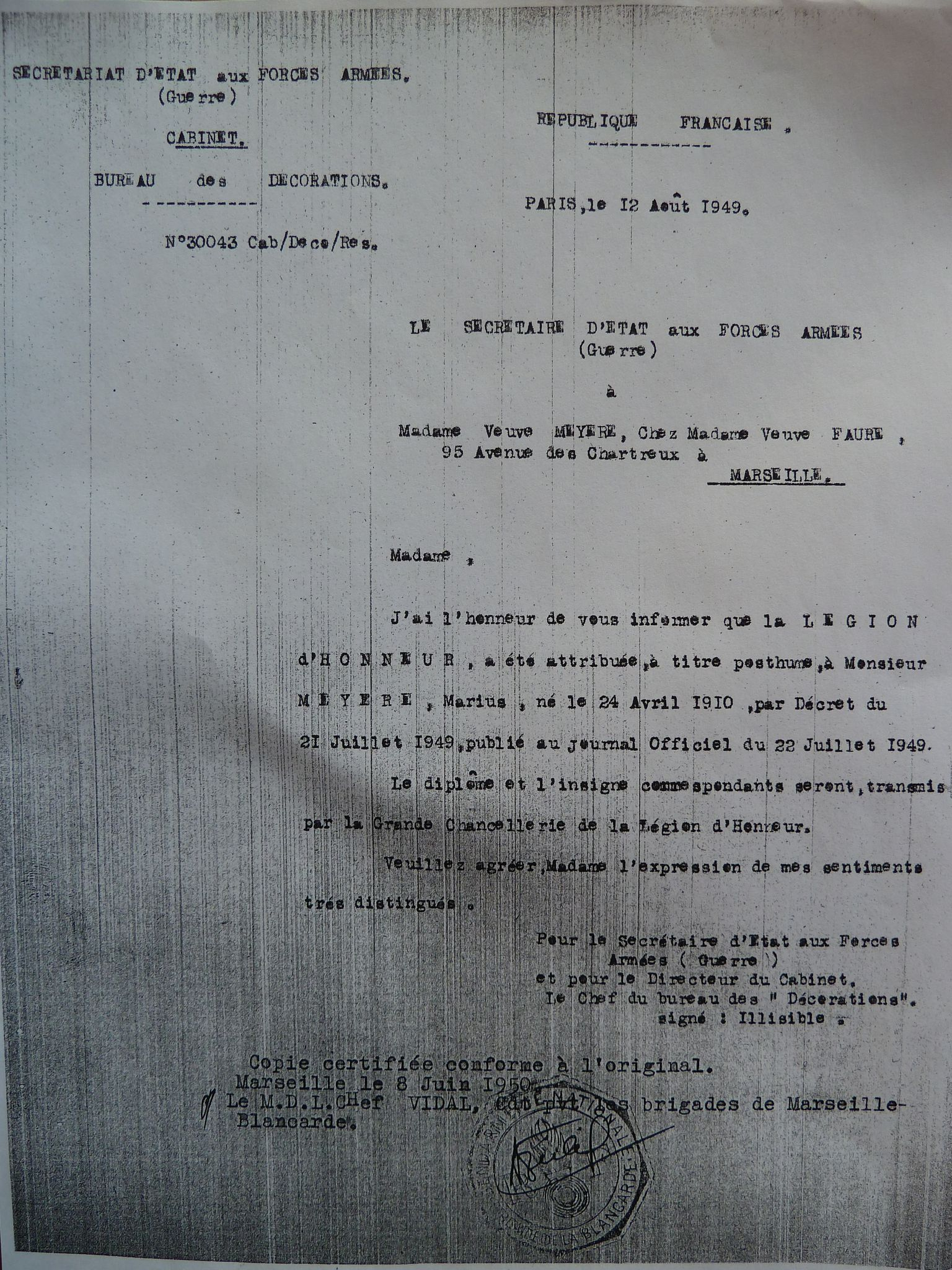
Certificat Légion Honneur Marius Méyère.

Le 23 mai 1945, le Général de Gaulle, Président du gouvernement provisoire de la République Française, Chef des armées, cite à l'ordre du corps d'armée Marius Méyère, assimilé sous-lieutenant à la Direction générale des études et recherches, organe de renseignement de la France combattante, : « Sous-officier de gendarmerie chef SAP remarquable de dévouement et de cran. Fut l'organisateur et le chef de protection des terrains, de la sécurité des routes, pour l'acheminement des missions parachutées. Volontaire pour les missions les plus délicates, a trouvé une mort glorieuse le 9 août 1944, au cours de l'une d'elles, qu'il accomplissait avec le chef Départemental adjoint . »
Le gendarme Méyère est promu adjudant à titre posthume à compter du 1er août 1944 par décision du 16 juillet 1945 de la commission départementale d'homologation des grades des Hautes-Alpes. Le 16 octobre 1945, le Général de Division Carpentier, Commandant la IXe Région Militaire, cite à l'ordre de la division l'Adjudant Marius Méyère : « Toujours volontaire pour les missions dangereuses, tantôt dans les équipes de parachutage, tantôt en effectuant des liaisons ou des transports de personnel ou de matériel parachuté. A trouvé la mort à Tallard, le 9 août 1944 alors qu'il transportait en mission le Chef Départemental F.F.I. dont il a partagé la fin glorieuse face à l'ennemi. »
Marius Méyère est officiellement promu sous-lieutenant par décret du 12 février 1947. Reconnaissance ultime, la croix de sang de la Légion d'Honneur s'ajoute à la croix de guerre étoilée de vermeil et d'argent, symboles de ses deux citations. Il est fait Chevalier à titre posthume par décret du 21 juillet 1949. Impossible enfin de ne pas associer Méyère aux honneurs de son chef : Dumont est également fait Chevalier de la Légion d'Honneur et Compagnon de la Libération en 1945.
Chaque année, depuis la Libération, la mémoire de Marius Méyère est honorée au Logis Neuf, entre Neffes et Tallard, autour de la croix de Lorraine de pierre blanche érigée en souvenir de son sacrifice ultime, où resteront à jamais gravés ces mots, : « Ici ont exécuté leur dernière mission le commandant Dumont (Paul Héraud) et le gendarme Marius Méyère Héros de la Résistance morts pour la France 9 aout 1944. » Une avenue porte le nom de Marius Méyère à Serres, dans les Hautes-Alpes. Une plaque commémorative se trouve sur la façade de la nouvelle gendarmerie de Serres ,.

## Distinctions
- Chevalier de la Légion d'honneur (21 juillet 1949)
- Croix de guerre 1939–1945
- Médaille de la Résistance française (23 juillet 1965)[9]